# Escuela de Divinidad Colgate Rochester Crozer
La Escuela de Divinidad Colgate Rochester Crozer (en inglés: Colgate Rochester Crozer Divinity School) es un seminario bautista, en Rochester (Nueva York), Estados Unidos. Está afiliado a las Iglesias Bautistas Americanas USA.

## Historia
La escuela tiene su origen en la fundación de la Sociedad de Educación Bautista del Estado de Nueva York por trece bautistas hombres en 1817. En 1819, la escuela fue aprobada por el estado y abierta en 1820. En 1823, el Seminario Teológico Bautista en Nueva York se fusionó con él para formar la Institución Literaria y Teológica de Hamilton. Fue rebautizado como Seminario Teológico Colgate en 1835. En 1850 abrió un campus en Rochester. En 1928, los seminarios de Colgate y Rochester se fusionaron para formar la Escuela de Teología Colgate Rochester. En 1970, la escuela se mudó a Rochester (Nueva York) y se fusionó con el Crozer Theological Seminary para convertirse en Colgate Rochester Crozer Divinity School.
En 2016, vendió su edificio en Highland Park (Rochester (Nueva York)). En 2019, se mudó a un centro comercial, Village Gate Square, todavía en Rochester.

## Membresías
Es miembro de las Iglesias Bautistas Americanas USA.